# Joachim B. Olsen
Joachim Brøchner Olsen född den 31 maj 1977 i Ålborg, är en dansk före detta friidrottare som tävlade i kulstötning.
Olsens genombrott kom under 2002 då han blev silvermedaljör i kulstötning både vid EM-inomhus i Wien och vid EM-utomhus i München. Under 2003 var han i final vid VM-inomhus men slutade på en åttonde plats. Utomhus misslyckades han att kvalificera sig till finalen vid VM i Paris. 
Under 2004 blev han bronsmedaljör vid VM-inomhus i Budapest efter en stöt på 20,99. Han deltog vid Olympiska sommarspelen 2004 och blev där bronsmedaljör efter en stöt på 21,07. Året efter blev han guldmedaljör vid inomhus-EM då han stötte 21,19. Han var även i final vid VM i Helsingfors 2005 men slutade på en sjunde plats. 
Vid inomhus-VM 2006 blev han åter bronsmedaljör denna gång efter att ha klarat stöta 21,16. Samma placering nådde han vid EM i Göteborg 2006 då han stötte 21,09.
Vid inomhus-EM 2007 blev han ånyo bronsmedaljör efter en stöt på 20,55. Han misslyckades både vid VM 2007 och vid Olympiska sommarspelen 2008 att kvalificera sig till finalen. 

## Personligt rekord
- Kulstötning - 21,61 (inomhus 21,63)